# Pachypleurum pyrenaicum
Pachypleurum pyrenaicum är en flockblommig växtart som beskrevs av Pierre Auguste Victor Mutel. Pachypleurum pyrenaicum ingår i släktet Pachypleurum och familjen flockblommiga växter. Inga underarter finns listade i Catalogue of Life.